# Décès en 1928
Décès
- 1924
- 1925
- 1926
- 1927
- 1928
- 1929
- 1930
- 1931
- 1932

Cette page dresse une liste de personnalités mortes au cours de l'année 1928 présentée dans l'ordre chronologique.
Pour une information complémentaire, voir la page d'aide.
La liste des personnes référencées dans Wikipédia est disponible dans la page de la Catégorie:Décès en 1928

## Janvier
- 2 janvier :
  - Yves du Manoir (Yves Frantz Loÿs Marie), aviateur, polytechnicien, international de rugby à XV (° 11 août 1904).
  - * Nitaboh, compositeur japonais (° 1857).
- 4 janvier : Cocherito de Bilbao (Cástor Jaureguibeitia Ibarra), matador espagnol (° 20 décembre 1876).
- 6 janvier :
  - Adolfo de Carolis, peintre, xylographe, homme de lettres, illustrateur et photographe italien (° 7 février 1874).
  - Albert Lebourg, peintre impressionniste français (° 1er février 1849).
- 8 janvier :
  - Philippe Bellenot, compositeur français (° 24 janvier 1860).
  - Juan B. Justo, médecin, journaliste, homme politique et essayiste argentin (° 28 juin 1865).
- 11 janvier : Charles Filiger, peintre français (° 28 novembre 1863).
- 17 janvier : Paolo Emilio Bensa, homme politique italien (° 27 mars 1858).
- 20 janvier : Nikolaï Astrup, peintre norvégien (° 30 août 1880).

## Février
- 4 février : Hendrik Lorentz, physicien néerlandais (° 18 juillet 1853).
- 6 février : Johann Georg van Caspel, peintre, architecte, illustrateur et affichiste néerlandais (° 2 mai 1870).
- 10 février : Little Tich, comédien comique de music-hall britannique (° 21 juillet 1867).
- 12 février : Henri Brispot, peintre français (° 5 juillet 1846).
- 14 février : Ernesto Schiaparelli, archéologue et égyptologue italien (° 12 juillet 1856).
- 18 février :
  - Louis Bideault, peintre et lithographe français (° 11 juillet 1847).
  - Karin Larsson, artiste textile et peintre suédoise (° 3 octobre 1859).
- 20 février : Francis Popy, compositeur français (° 1er juillet 1874).
- 28 février : Maurice de Becque, illustrateur et peintre français (° 7 avril 1878).

## Mars
- 3 mars : Jan Toorop, peintre néerlandais (° 20 décembre 1858).
- 7 mars : William H. Crane, acteur américain (° 30 avril 1845).
- 8 mars : Georges Jauneau, illustrateur français (° 17 septembre 1882).
- 10 mars : Jean Patricot, peintre et graveur français (° 11 mars 1865).
- 11 mars : Georges Guiraud, organiste, violoncelliste et compositeur français (° 8 mars 1868).
- 13 mars :
  - Alcide Théophile Robaudi, peintre et illustrateur français (° 1er novembre 1847).
  - Franz Roubaud, peintre de batailles ukrainien (° 15 juin 1856).
- 29 mars :
  - Léon Joubert, peintre français (° 29 mai 1851).
  - Georges Roussel, peintre de genre et d'histoire français (° 19 décembre 1860).
- 31 mars : Adolf von Bonsdorff, éducateur et homme politique finlandais (° 14 octobre 1862).

## Avril
- 5 avril : Viktor Oliva, peintre et affichiste autrichien, austro-hongrois puis tchécoslovaque (° 24 avril 1861).
- 7 avril : Alexandre Bogdanov, médecin, économiste, écrivain et homme politique russe puis soviétique (° 22 août 1873).
- 8 avril :  Madeleine Lemaire, peintre, illustratrice et salonnière française (° 24 mai 1845).
- 12 avril : Adolfo Hohenstein, peintre, affichiste, costumier et décorateur allemand (° 18 mars 1854).
- 19 avril : Ladislav Klíma, philosophe et écrivain tchèque (° août 1878).
- 22 avril :  Frank Currier, acteur, réalisateur et producteur américain  (° 4 septembre 1857).

## Mai
- 2 mai : Fernand Siméon, peintre, graveur et illustrateur français (° 22 avril 1884).
- 5 mai : Georges Passerieu, coureur cycliste français (° 18 novembre 1885).
- 6 mai : Fernand de Belair, peintre français (° 30 avril 1849).
- 10 mai : Henry Daras, peintre français (° 9 décembre 1850).
- 11 mai : Frans Hens, peintre belge (° 1er août 1856).
- 13 mai : Jean-Baptiste Dortignacq, coureur cycliste français (° 25 avril 1884).
- 18 mai : Pierre Ernest Ballue, peintre et dessinateur français de l'École de Barbizon (° 27 février 1855).
- 19 mai : Henry F. Gilbert, violoniste et compositeur américain (° 26 septembre 1868).

## Juin
- 3 juin : Li Yuanhong, général et homme politique chinois (° 19 octobre 1864).
- 11 juin : Jean-Gaston Cugnenc, peintre et illustrateur français (° 1867).
- 13 juin : Emmeline Pankhurst, femme politique britannique féministe (° 15 juillet 1858).
- 20 juin :
  - Roald Amundsen, explorateur norvégien (° 16 juillet 1872).
  - Berthe Mouchette, peintre française (° 22 février 1846).
- 22 juin ou 23 juin : Ivan Šišmanov, philologue, écrivain, professeur d'université, critique littéraire et homme politique bulgare (° 22 juin 1862).
- 23 juin : Yuzō Saeki,  peintre japonais (° 28 avril 1898).
- 29 juin : Edmond Jacquelin, coureur cycliste français (° 30 septembre 1875).

## Juillet
- 1er juillet : Esther Huillard, peintre française (° 26 janvier 1855).
- 6 juillet : Henry Caro-Delvaille, peintre et décorateur français (° 6 juillet 1876).
- 7 juillet : Yang Zengxin, général et homme politique chinois (° 1867).
- 17 juillet : Álvaro Obregón, président du Mexique de 1920 à 1924 (° 19 février 1880).
- 22 juillet :
  - Francisco Beiró, homme politique argentin (° 19 septembre 1876).
  - Teodor Pejačević, homme politique et noble austro-hongrois et croate (° 24 septembre 1855).

## Août
- 3 août : Syed Ameer Ali, juriste, homme politique et historien indo-britannique (° 6 avril 1849).
- 4 août : Francisco Álvaro Bueno de Paiva, magistrat et homme d'État brésilien (° 17 septembre 1861).
- 7 août : Joseph De Ruymbeke, footballeur belge (° 16 janvier 1900).
- 8 août :
  - Stjepan Radić, homme politique croate (° 11 juin 1871).
  - Antonín Sova, poète tchèque (° 26 février 1864).
- 12 août : Leoš Janáček, compositeur tchèque (° 3 juillet 1854).
- 13 août : Fernand de La Tombelle, compositeur et organiste français (° 3 août 1854).
- 20 août : Stéphanos Skouloúdis, homme politique grec (° 23 novembre 1836).
- 26 août : Colin Campbell, réalisateur, scénariste et acteur américain d'origine britannique  (° 11 octobre 1859).
- 29 août : Gabriel Marie, compositeur français (° 8 janvier 1852).
- 30 août :
  - Mikhaïl Lachevitch, militaire et homme politique russe puis soviétique (° 1884).
  - Franz von Stuck, peintre, sculpteur, graveur et architecte allemand (° 23 février 1863).
  - Wilhelm Wien, physicien allemand (° 13 janvier 1864).

## Septembre
- 4 septembre : Jean-Charles Contel, peintre et lithographe français (° 4 mai 1895).
- 10 septembre : Fiodor Ivanovitch Ouspenski, historien russe puis soviétique (° 7 février 1845).
- 13 septembre : Italo Svevo, écrivain italien (° 19 décembre 1861).
- 16 septembre : Marie Stritt, actrice et féministe allemande (° 18 février 1855).
- 17 septembre : Tony Georges Roux, peintre français (° 3 juillet 1894).
- 24 septembre : Carl Wilhelmson, peintre suédois (° 12 novembre 1866).

## Octobre
- 1er octobre : Edna Luby, actrice américaine (° 12 octobre 1884).
- 8 octobre : Ivan Skvortsov-Stepanov, militant bolchévique russe puis soviétique (° 8 mars 1870).
- 17 octobre : Frank Bernard Dicksee, peintre et illustrateur britannique (° 27 novembre 1853).
- 19 octobre : Wincenty Trojanowski, peintre, médailleur et historien de l'art polonais (° 22 janvier 1859).
- 22 octobre : Andrew Fisher, homme d'État britannique puis australien (° 29 août 1862).
- 25 octobre :
  - Francine Charderon, peintre française (° 6 avril 1861).
  - Adrien Demont, peintre français (° 25 octobre 1851).
- 28 octobre : Werner Pittschau, acteur allemand (° 24 mars 1902).
- 29 octobre : Gaston Bussière, peintre français (° 24 avril 1862).
- 30 octobre :
  - Albert Bartholomé, peintre et sculpteur français (° 29 août 1848).
  - Robert Lansing, homme politique américain (° 17 octobre 1864).

## Novembre
- 5 novembre : Viktor Zarubin, peintre, graphiste et scénographe russe puis soviétique (° 13 novembre 1866).
- 17 novembre : Lala Lajpat Rai, écrivain et homme politique indien (° 28 janvier 1865).
- 21 novembre : Edward Connelly, acteur américain (° 30 décembre 1858).
- 22 novembre : Erich Kaiser-Titz, acteur allemand (° 7 octobre 1875).
- 24 novembre : Jacques Adrien Sauzay, peintre paysagiste français (° 16 février 1841).
- 27 novembre : Jacob Smits, peintre et aquafortiste néerlandais (° 16 juillet 1856).
- 28 novembre : Jean Veber, dessinateur de presse et peintre français (° 13 février 1864).

## Décembre
- 6 décembre : Jules Dubois, coureur cycliste français (° 4 mai 1862).
- 10 décembre : Charles Rennie Mackintosh, architecte, concepteur écossais (° 7 juin 1868).
- 13 décembre : Auguste Joseph Delécluse, peintre français (° 23 avril 1855).
- 15 décembre : Louis-Mathieu Verdilhan, peintre français (° 24 novembre 1875).
- 18 décembre : Lucien Capet, violoniste, compositeur et pédagogue français (° 8 janvier 1873).
- 19 décembre : Walter Cameron Nichol, homme politique canadien (° 15 octobre 1866).
- 25 décembre : Maurice Réalier-Dumas, peintre et affichiste français (° 9 février 1860).
- 29 décembre :
  - Barbara McDonnell, philanthrope irlandaise (° 1847).*
  - Adele Zay, enseignante, féministe et pédagogue transylvanienne (° 29).
- 30 décembre : Georges Alary, compositeur français (° 28 novembre 1850).

## Date inconnue
- Egidio Coppola, peintre italien (° 1er mai 1852).
- Dimítrios Doúlis, militaire et homme politique grec et nord-épirote (° 1865).
- Domingo Laporte, peintre et graveur uruguayen (° 19 octobre 1855).
- Omer Pacha Vrioni, premier ministre et diplomate albanais (° 1839).